# 시후구 (난창시)

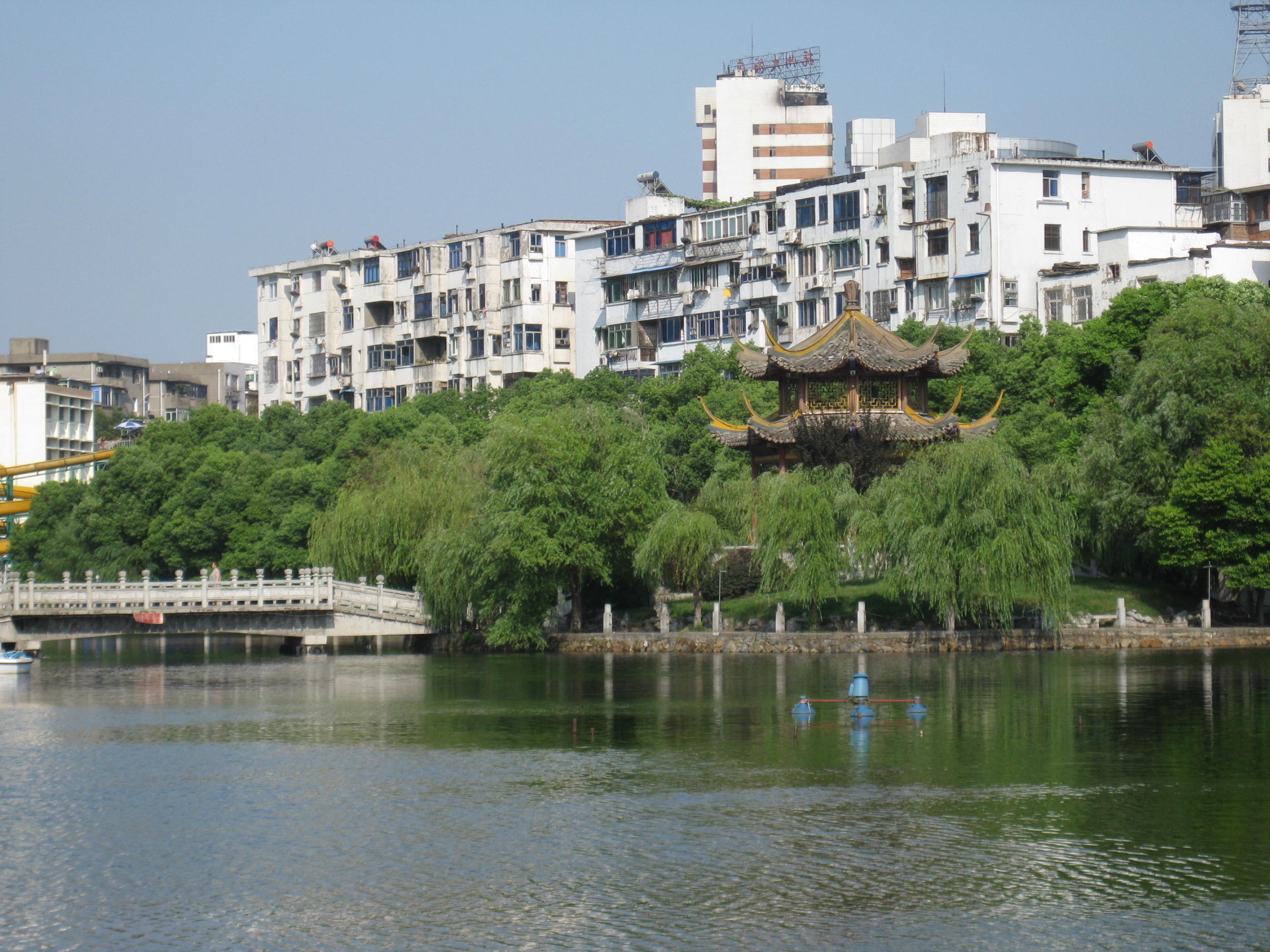

시후구(한국어: 서호구, 중국어: 西湖区, 병음: Xīhú Qū)는 중화인민공화국 장시성 난창 시의 현급 행정구역이다. 구는 당나라 때 타이 호를 건너는 다리가 세워지면서 설치되었으며 둥후 구와 시후 구로 나뉘었다. 넓이는 43km2이고, 인구는 2007년 기준으로 430,000명이다.

## 행정 구역
10개 가도, 1개 진을 관할한다.
- 가도: 南浦街道, 朝阳洲街道, 桃源街道, 广润门街道, 西湖街道, 系马桩街道, 绳金塔街道, 十字街街道, 丁公路街道, 南站街道.
- 진: 桃花镇.